# Chentouf
Chentouf (em árabe: شنتوف) é um município localizado na província de Aïn Témouchent, no noroeste da Argélia. Em 2010, sua população era de 2 940 habitantes.